# Der Schuss (Puschkin)
Der Schuss (russisch Выстрел) ist eine Kurzgeschichte des russischen Dichters Alexander Puschkin. Die Geschichte erschien zusammen mit anderen Geschichten in dem Kurzgeschichtenband Die Geschichten des verstorbenen Iwan Petrowitsch Belkin (russisch Повести покойного Ивана Петровича Белкина Powesti pokoinowo Iwana Petrowitscha Belkina) im Jahr 1831.
In einem weiten Kontext thematisiert Puschkin hier die Themen Ehre, Rache und Tod. Die Geschichte gibt einen Einblick in die russische Gesellschaft des 19. Jahrhunderts. Obwohl es sich um ein kurzes Werk handelt, war Der Schuss eine Inspiration für andere russische Literaturwerke, so auch für Fjodor Michailowitsch Dostojewskis Aufzeichnungen aus dem Kellerloch.

## Inhalt
In einem russischen Militärlager spielen Offiziere mit einem mysteriösen Mann namens Silvio Karten. Silvio ist ein bekannter Scharfschütze, der regelmäßig trainiert. Die Wände seines Hauses sind übersät mit Einschusslöchern. Eines Tages wird Silvio von einem Offizier, der dem Regiment neu zugeteilt wurde, beleidigt. Entgegen den Gepflogenheiten fordert er ihn nicht zum Duell, woraufhin ihn viele Offiziere für einen Feigling halten. Auch den Erzähler wundert dies, da Silvio ein guter Schütze ist. In einem vertraulichen Gespräch erklärt Silvio dem Erzähler, wie es dazu kam: Vor vielen Jahren war er ein sehr bekannter Soldat, doch ein neuer Offizier weckte seine Eifersucht. Der neue Offizier war gut aussehend, ein guter Schütze, aus einer wohlhabenden Familie und sehr beliebt bei den Frauen. Auf einem Ball flüsterte Silvio dem Offizier eine Beleidigung ins Ohr. Der Offizier, ein Graf, schlug ihn daraufhin ins Gesicht und forderte ein Duell, welches daraufhin vorbereitet wurde. Per Los kam dem Grafen der erste Schuss zu, doch dieser schoss nur durch Silvios Hut. Als Silvio seinen Schuss vorbereitete, aß der Graf Kirschen, was Silvio so entnervte, dass er auf seinen Schuss verzichtete. Er wollte niemanden töten, der sein Leben für so bedeutungslos und wertlos hält. Silvio erklärt dem Erzähler, dass er seitdem an dem Grafen Rache nehmen möchte. Kurz darauf erfährt Silvio, dass der Graf nun verlobt ist, und so vermutet Silvio, dass ihm sein Leben nicht mehr so gleichgültig sein wird. Auf diesen Moment hat Silvio sehr lange gewartet und macht sich nun auf, um seine Rache zu bekommen.
Nach einigen Jahren zieht sich der Erzähler nach seinem Militärdienst auf seinen Landsitz zurück. Doch das ruhige Leben langweilt ihn sehr. Nach einiger Zeit kommen auch seine Nachbarn an, darunter eine wunderschöne junge Gräfin. Der Erzähler besucht seine Nachbarn kurz darauf. An einer Wand bemerkt eine ein Gemälde, welches eine Schweizer Landschaft zeigt und zudem zwei übereinander liegende Einschusslöcher aufweist. Der Erzähler erzählt dem Grafen daraufhin von Silvio und lobt dessen Genauigkeit beim Schießen. Der Graf wird ängstlich und erzählt, dass er der Gegner von Silvio war. Kurz nach seiner Hochzeit tauchte Silvio auf und forderte sein Recht. Silvio bestand auf ein neues Duell, auch da hatte der Graf den ersten Schuss, doch er war so nervös, dass er daneben schoss und nur das Gemälde traf. Als Silvio zielte, kam die Gräfin in den Raum, woraufhin Silvio Mitleid bekam und genau in das Schussloch in dem Gemälde schoss. Wieder verschonte Silvio den Grafen und zeigte so, wie einfach es gewesen wäre, ihn zu töten. Silvio war nun zufrieden und verließ das Anwesen und wurde nie wieder gesehen. Am Ende erfährt man, dass Silvio ein Regiment in der Griechischen Revolution führte und im Kampf gegen osmanische Streitkräfte fiel.